# Tour de San Vincenzo
La tour de San Vincenzo (en italien : Torre di San Vincenzo), est une tour côtière située dans le centre de la commune de San Vincenzo, dans la province de Livourne en Toscane.
,

## Historique
La tour de guet a été construite par les Pisans à l'époque médiévale, plus précisément au XIIIe siècle, pour pouvoir remplir des fonctions d'observation et de défense le long de la côte sud du territoire de la république de Pise. La structure architecturale militaire a continué à remplir ses fonctions d'origine pendant des siècles, même après l'incorporation de la zone au territoire administré par le grand-duché de Toscane. Vers le milieu du XVIe siècle, les Médicis effectuèrent quelques interventions pour renforcer les capacités défensives, mettant ainsi en œuvre le rôle joué par la tour.

## Description
La tour de San Vincenzo a un plan carré, disposé sur trois niveaux, avec une base escarpée. Restés incorporés au tissu urbain de la station balnéaire, ses murs extérieurs sont recouverts de plâtre, à la suite des restaurations effectuées au cours du siècle dernier, tandis que du côté opposé à la mer, il est resté adjacent à un faux immeuble d'habitation qui a été construit à l'endroit où se trouvait la rampe, un escalier extérieur qui menait à la porte d'entrée ouvrant sur la mezzanine, elle-même précédée d'un pont-levis. La partie supérieure de la tour se termine par un créneau qui délimite la terrasse, qui a remplacé la couverture à quatre arches présente au moins jusqu'à la fin du XVIIIe siècle.

## Salle d'exposition
À l'intérieur, se trouve une exposition permanente sur l'histoire de la tour.

## Galerie

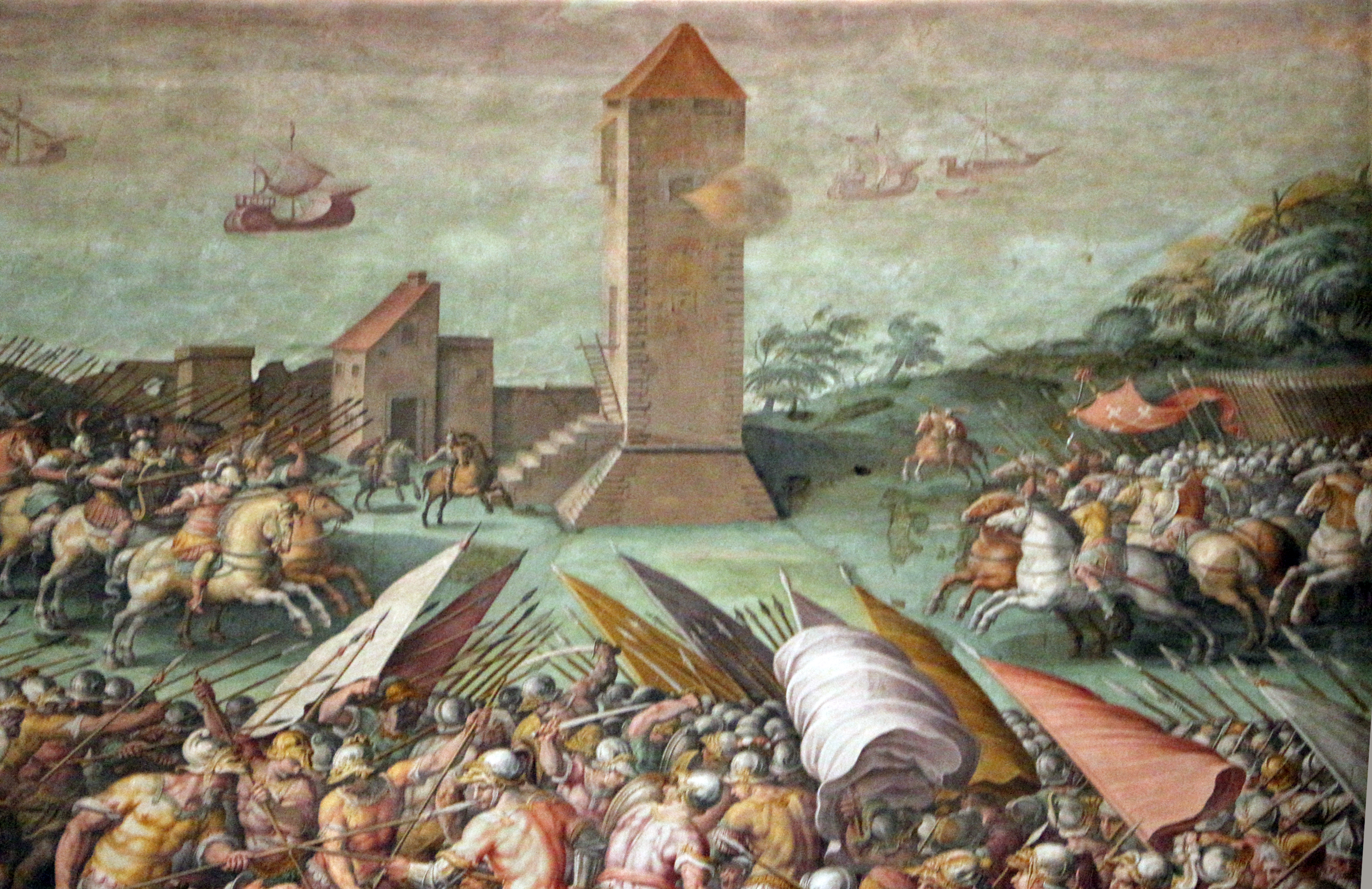
La tour de San Vincenzo dans la fresque de Giorgio Vasari à la salle des Cinq-Cents à Florence